# Irradiation
« irradié » redirige ici.  Pour l’album de Jacques Higelin, voir Irradié (album).
L'irradiation est l'exposition, volontaire ou accidentelle, d'un organisme, d'une substance, d'un corps, à des rayonnements. Ce terme est en particulier utilisé lorsque l'on considère l'exposition à des rayonnements ionisants.

## Unités d'irradiation et d'activité

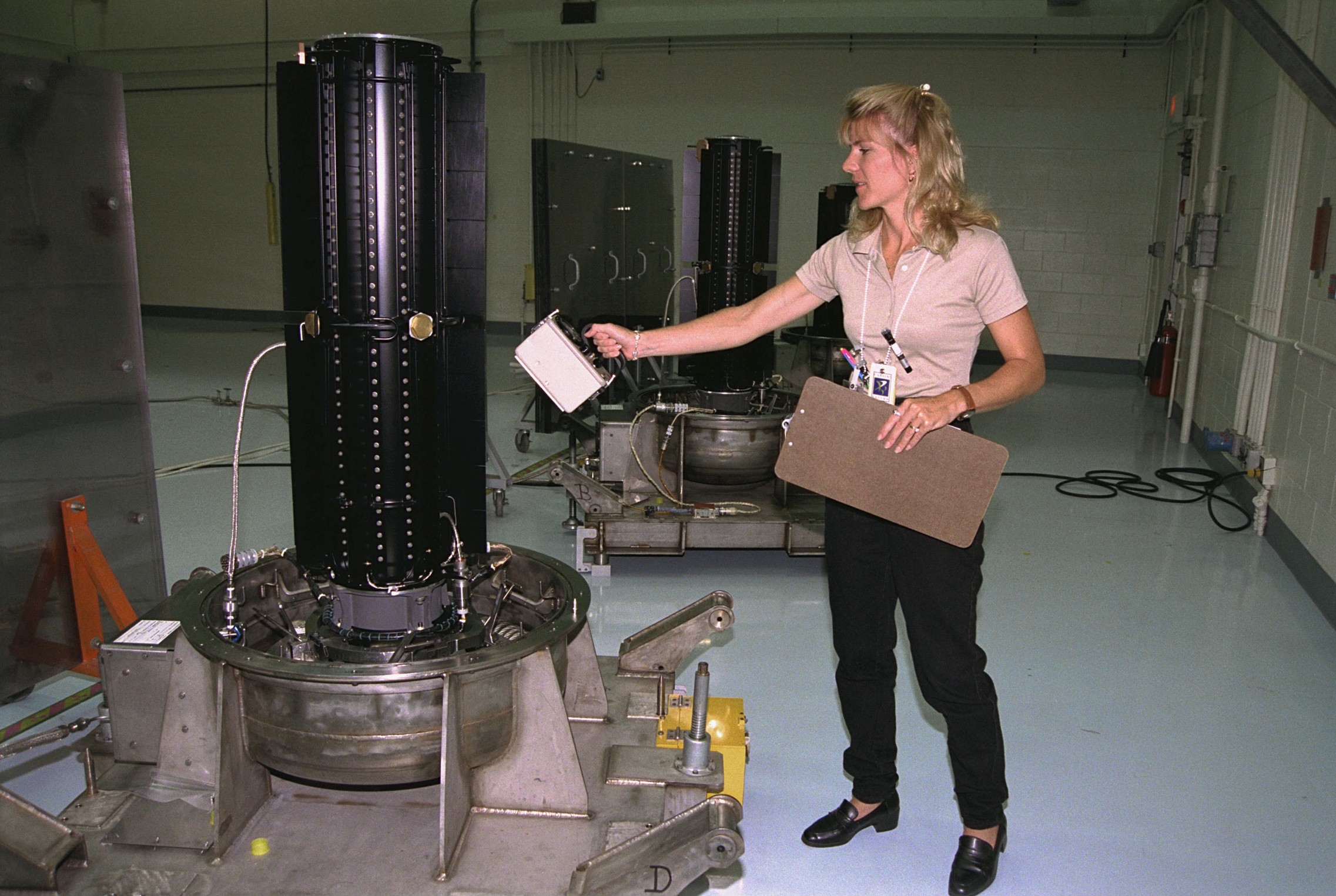
Mesure de la radioactivité ambiante dégagée par le générateur thermoélectrique à radioisotope de la sonde Cassini, qui fonctionne au plutonium 238.

L'irradiation et la radioactivité s'expriment dans des unités spécifiques (sievert (symbole : Sv), becquerel (Bq), etc.) :

### Gray
L'unité SI utilisée pour mesurer une irradiation physique est le gray (Gy). Le gray mesure une énergie fournie par unité de masse, indépendamment de ses effets biologiques.
La température augmente pour des puissances de l'ordre du kilogray, et le mégagray est l'ordre de grandeur de ce qu'il faut pour cuire un rôti dans un four à micro-ondes.
Les irradiations rencontrées en radiobiologie correspondent à des énergies par unité de masse beaucoup plus faibles, insuffisantes pour chauffer la matière exposée.
On utilise généralement le gray pour exprimer des irradiations assez fortes (par exemple en radiothérapie) : pour des faibles doses, on utilise plus fréquemment le milligray, voire le microgray.

### Rad
L'ancienne unité du rad, que l'on retrouve encore dans de nombreuses publications, correspond au centigray (ce qui explique que ce sous-multiple soit fréquemment utilisé). On a donc 1 cGy = 1 rd, ou 100 rd = 1 Gy.
En termes de radioprotection, le rad est une unité d'un bon ordre de grandeur :
- en dessous du rad, les effets radio-biologiques sont trop faibles pour être statistiquement significatifs ;
- un opérateur peut évoluer à titre exceptionnel dans des environnements de quelques rads par heure, mais sous surveillance et pas trop longtemps ;
- des débits de quelques centaines ou milliers de rads par heure imposent en pratique de travailler par télé-opération.

### Sievert
L'unité utilisée pour mesurer les effets stochastiques d'une irradiation sur un organisme est le sievert, qui inclut des termes correctifs permettant de prendre en compte la dangerosité relative des différents rayonnements et la sensibilité relative des différents tissus. Le risque de cancer à terme est beaucoup plus élevé pour un gray de neutrons reçu en tout point de l'organisme que pour un gray de rayons β limités à une petite surface de peau : la mesure en sieverts (la dose efficace) permet de prendre en compte ces différences de risques.
Les faibles doses sont typiquement exprimées en milli-, voire en microsieverts. Si l'on néglige ces termes correcteurs, les irradiations corps-entier exprimées en sievert ou en gray sont du même ordre de grandeur pour les rayonnements habituellement rencontrés en radio-protection.

### Becquerel
L'unité utilisée pour mesurer l'activité d'une source radioactive est le becquerel, qui mesure le nombre de désintégrations radioactives par seconde. Il permet de représenter indirectement la quantité de matière radioactive présente, si l'on connait par ailleurs l'activité massique du radionucléide concerné.
Le becquerel est une unité très petite, parce que le moindre atome qui se désintègre est comptabilisé, et il y a beaucoup d'atomes dans une quantité pondérale de matière (voir nombre d'Avogadro). Un corps humain moyen a ainsi une activité naturelle de dix mille becquerels. La conversion entre l'activité (exprimée en becquerels) et l'effet biologique (exprimé en sieverts) dépend de la nature et de l'énergie des rayonnements impliqués, mais correspond toujours à un facteur extrêmement faible. Ainsi, l'auto-irradiation du fait de la radioactivité naturelle du corps humain (10 000 Bq) induit une exposition de 0,2 mSv/an, avec un facteur de conversion de vingt microsieverts par kilobecquerel (µSv/kBq) et par an.

## Sources d'irradiation

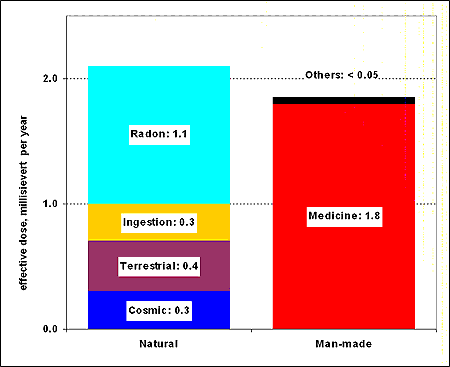
Dose moyenne de radiation en Allemagne en 2005. La dose effective reçue de radiations d'origine naturelle ou artificielle est en moyenne de 3.9 mSv en Allemagne. Les irradiations d'origine naturelle, et celles d'origine médicale (en particulier les examens aux rayons X) contribuent chacune pour à peu près la moitié de ce total. En regard des irradiations naturelles ou médicales, et compte tenu de la variation considérable de ces irradiations, toutes les autres contributions sont en pratique négligeables.

La principale source d'irradiation est naturelle. Le niveau de l’exposition naturelle varie selon le lieu, généralement dans le rapport de un à trois. Dans de nombreux endroits il peut être beaucoup plus élevé.
L'irradiation naturelle provient principalement du radon, un gaz radioactif produit par les traces d'uranium présentes dans certaines roches comme le granite. Ce gaz émane du sol (dans des proportions très variables suivant la nature du terrain) et peut se concentrer dans les habitations mal ventilées. Le radon conduit à une exposition qui peut être très variable, de 1 à 100 mSv/an. En dehors du radon, l'irradiation due aux substances minérales radioactives peut également être importante localement, à proximité de gisements à haute teneur en uranium ou en thorium, ou encore plus rarement, dans des maisons accidentellement construites avec de telles roches ; mais une faible activité naturelle peut être mesurée dans tout matériau de construction : plâtre, brique, béton, etc. L'exposition correspondante est également très variable, de 0,1 à 1 000 mSv/an.
Les rayons cosmiques sont également une source notable d'irradiation naturelle, d'autant plus forte que l'on est en altitude. Au niveau de la mer et sous des latitudes moyennes, la dose est voisine de 0,3 mSv/an. C'est à cause des rayons cosmiques que l'irradiation augmente lors des voyages en avion. Ces irradiations ne sont pas nécessairement dangereuses à ces faibles niveaux ; une analyse statistique montre au contraire que le risque de cancer diminue significativement avec l'altitude aux États-Unis.
Les substances radioactives présentes dans la nature sont également une source d'irradiation : 10 % de l'irradiation moyenne reçue par une personne provient de son propre corps, principalement du fait de la désintégration du carbone 14 et du potassium 40 (principalement présent dans les os). Cette irradiation est pratiquement constante.
L'homme est également soumis à des rayonnements provenant de sources artificielles. La radioexposition peut résulter de l’activité professionnelle (radiologue, travailleur de l'industrie nucléaire, etc.), et dans ce cas, dépend très largement de cette activité. Le niveau moyen de radioexposition professionnelle est généralement comparable à celui de l’exposition au rayonnement naturel, mais un faible pourcentage de travailleurs reçoivent des doses plusieurs fois supérieures à cette dernière. L’exposition des travailleurs est soumise à des limites internationalement définies, qui sont environ dix fois supérieures à l’exposition moyenne au rayonnement naturel.
La principale cause d'irradiation est médicale, reçue lors d'examens radiologiques (radiographies, fluoroscopies et surtout scanners). Cette irradiation varie avec les pratiques médicales. Le niveau moyen d’exposition dû aux utilisations médicales des rayonnements dans les pays développés est équivalent à environ 50 % de l’exposition moyenne au rayonnement naturel dans le monde.
Certaines activités humaines contribuent à accroître l'irradiation naturelle : c’est le cas par exemple de l’extraction et de l’utilisation de minerais contenant des substances radioactives, ainsi que de la production d'énergie lorsque l’on brûle du charbon contenant de telles substances. En effet, le charbon contient du potassium 40, de l'uranium et du thorium, et sa combustion les concentre d'un facteur dix dans les cendres. Une partie de cette radioactivité naturelle est également rejetée dans les fumées et contribue à augmenter légèrement l'exposition des riverains autour des centrales à charbon (autant voire plus que les rejets des centrales nucléaires, c'est-à-dire de l'ordre du microsievert par an),.
D'autres sources sont une forme de pollution résultant de l'utilisation du nucléaire civil ou militaire, parfois à très grande distance : retombées radioactives des essais aériens d'armes nucléaires, des accidents nucléaires tels que Tchernobyl ou Fukushima, rejets industriels, etc. Leur contribution à la dose annuelle moyenne à la population mondiale a atteint un pic de 150 µSv en 1963 (en raison des essais nucléaires atmosphériques), puis a diminué et est de 5 µSv en 2000. Ces doses annuelles sont restées relativement faibles, atteignant au maximum environ 7 % du rayonnement naturel.
En France, l'impact moyen des rejets industriels (réacteurs, industrie du combustible, traitement des déchets) est inférieur à quelques millièmes de la radioactivité naturelle. Ces activités n’entraînent généralement des expositions qui ne correspondent qu’à une faible fraction de la dose moyenne d’irradiation naturelle dans le monde. Toutefois, les riverains habitant à proximité d'installations rejetant des matières radioactives dans l’environnement peuvent recevoir des doses plus élevées.
Les téléphones portables ou les lignes à haute tension génèrent des rayonnements électromagnétiques de fréquence plus faible que la lumière visible, et sont beaucoup trop faibles pour être des rayonnements ionisants. Même si ce sont des rayonnements non-ionisants, ils constituent des sources d'irradiation.

## Effets des irradiations

### Niveau de l'irradiation reçue

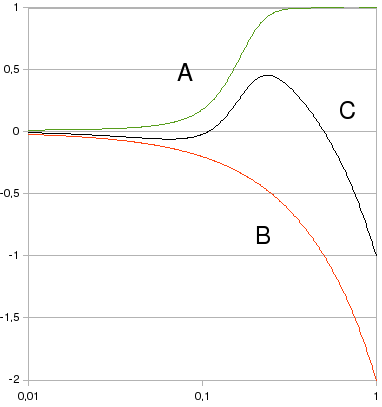
La superposition d'une réponse positive à seuil (A) et d'une réponse négative linéaire sans seuil (B) donne une réponse nécessairement non linéaire (courbe C) et potentiellement un effet d'hormèse.

Ces radiations, que nos sens ne peuvent pas détecter, perturbent le fonctionnement des cellules vivantes. Les molécules comme l'ADN et les protéines constituant les cellules subissent des dégâts (rupture de liaisons chimiques, modifications de la structure, etc.). Face à cette agression, les systèmes de défense dont disposent toutes les cellules vont tenter de réparer les dommages. Dans la plupart des cas, cette réparation sera efficace. Si les dégâts sont trop importants, l'élimination de la cellule est opérée par des processus de mort cellulaire (par apoptose par exemple). Le danger provient des réparations imparfaites qui peuvent aboutir à des cellules déclenchant un cancer des années après l'irradiation. À très forte dose d'irradiation, les systèmes de défense ne peuvent plus faire face à cette importante mortalité des cellules perturbant les fonctions vitales pouvant aller jusqu'au décès.
Suivant l'intensité de l'irradiation subie (en une seule fois sur l'ensemble du corps), on peut distinguer trois zones d'effets :
- le syndrome d'irradiation aiguë (ou « maladie des radiations ») est déterministe et à effet de seuil :  il est systématiquement observé au-delà d'une certaine dose (plus de 2 Gy reçus) et ne se manifeste pas en deçà d'un certain seuil (moins de 0,5 Gy) ;

- les effets stochastiques sont statistiquement mesurables pour des doses supérieures à 0,1 Gy. On s’accorde généralement pour dire que le surcroît de risque relatif à 100 mSv est de 1,06, ce qui correspond (pour un risque naturel de cancer de l'ordre de 20 %) à un taux de cancer provoqué de 1 % pour 100 mSv ;

- il n'y a pas d'effet statistiquement détectable en dessous d'une dose de l'ordre de 100 mSv, ou pour un débit de dose inférieur à 0,1 mGy/min, ce qui est la limite pratique des faibles doses d'irradiation. En revanche, sur le plan biologique, de nombreuses études montrent que des expositions à des doses de 1 à 100 mGy stimulent les mécanismes cellulaires de réparation d'ADN, conduisant à un effet non linéaire et globalement bénéfique de ces expositions[9]. Le fait d’irradier préalablement des cellules humaines dans la gamme de dose de 10 mGy aboutissait, à des doses de l’ordre de 1 Gy, à une augmentation de la résistance des cellules pré-irradiées par rapport aux cellules naïves, en particulier pour ce qui concerne les mutations induites[10],[11] ;

- aucun effet biologique n'est plus détectable en dessous de doses de l'ordre du milligray ou du millisievert. À de telles doses, en effet, le nombre moyen de cassures double brins provoqué par l'irradiation (0,04 par noyau et par mGy) représente le désordre moyen que subit naturellement une cellule en sept minutes (huit cassures double brin par vingt-quatre heures).

Ces trois zones d'effets (dont les frontières sont floues et assez mal connues) correspondent à une irradiation occasionnelle reçue en une seule fois et sur l'ensemble du corps, donc pour un débit de dose très élevé.

### Effets stochastiques
Deux risques d'effets radio-induits ont surtout été étudiés : principalement celui de cancers, et de manière secondaire, celui sur la fertilité et /ou tératogénicité.
D'autres effets ont été signalés pour des doses d'irradiation comprise entre 0,1 et 2 Gy c'est-à-dire entre les faibles doses d'irradiation aujourd'hui sans effet connu et la dose déclenchant le syndrome d'irradiation aiguë ayant systématiquement des effets immédiats et lourds: cataracte radio-induite,,,,, maladies cardio-vasculaires,,,, ou sur-mortalité parmi la cohorte des liquidateurs de Tchernobyl[réf. nécessaire].
On peut remarquer que l'effet stochastique est avant tout une préoccupation de santé publique. Sachant que le taux de cancer « naturel » est de l'ordre de 20 %, une personne accidentellement exposée à 100 mSv (donc très largement au-delà des doses admises en radioprotection) verra sa probabilité d'être atteinte d'un cancer passer de 20 % à 21 % ; c'est-à-dire que même à ce niveau d'exposition, un cancer éventuel n'aura que 5 % de chance d'être dû à une exposition aux rayonnements - et 95 % de chances d'être dû à autre chose. Ce n'est que pour des personnes exposées par ailleurs au syndrome d'irradiation aigüe que la probabilité d'un cancer radio-induit devient significative sur le plan individuel.

### Anomalie de développement
Le risque d'anomalie du développement du fœtus en cas d'irradiation importante est bien réel. Les effets secondaires chez le fœtus peuvent a priori être subdivisés en quatre groupes : mort in utero, malformations ou retard de croissance et du développement, et effets mutagènes.
- La mort in utero concerne l'embryon pendant les dix premiers jours après fécondation, et fonctionne en « tout ou rien » ; pendant l’implantation, une irradiation supérieure à 10 rd (100 mGy) entraîne la mort cellulaire[21]. Ces conséquences ne se distinguent pratiquement pas d'un avortement spontané.
- Pendant l’organogenèse (semaine 3 à la semaine 10), l’irradiation peut perturber la prolifération et la migration cellulaire, voire entraîner localement la mort cellulaire sur tout ou partie d'un organe. Les conséquences à ce stade sont le retard de croissance et les malformations congénitales (surtout au niveau du système nerveux central)[21], ce qui a pu être constaté sur certaines grossesses de survivantes d'Hiroshima. Une irradiation inférieure à 5 rd (50 mGy ou 50 mSv) n’augmente pas le risque de malformation ou de perte fœtale. De plus, en irradiation médicale, la plupart des patientes sont irradiées de manière fractionnée ce qui est beaucoup moins dangereux qu’une irradiation aiguë[21].

### Anomalie génétique
On ne recense pas d’augmentation du risque de maladies génétiques secondaires à l'irradiation.
Les doses pour lesquelles un effet a été identifié (de l'ordre de 10 rd, soit plus de 100 mSv) sont largement supérieures aux doses utilisées lors d’examens radiologiques,.
Le risque de mutation génétique a été évoqué et très médiatisé dans les années 1950, à la suite des bombardements atomiques de Hiroshima et Nagasaki, et à la suite de l'accident provoqué par les retombées nucléaires de l'essai Castle Bravo en 1954, qui fit un mort. « Dans les années qui suivirent, et surtout à la suite des observations faites sur les descendants des survivants de Hiroshima et Nagasaki, il devint clair que cette préoccupation était une sur-réaction, dues à des passions fortes suscitées par la menace d'une guerre nucléaire. » Aucun effet génétique transmissible imputable à un excès d'irradiation n'a jamais été mis en évidence chez l'homme, y compris à la suite de l'accident de Tchernobyl,, bien que ce thème soit très récurrent et régulièrement exploité par des publications non scientifiques.

### Règlementations
Les principes et les normes de radioprotection sont relativement uniformes dans le monde et en particulier dans l'Union européenne. 
Les normes internationales se basent sur le principe que le risque pour la santé est proportionnel à la dose reçue et que toute dose de rayonnement comporte un risque cancèrigène et génétique (CIPR 1990). Bien qu'aucune dose ne soit inoffensive, des seuils sont admis par les normes internationales. Ces principes de radioprotection portent évidemment sur la protection contre le syndrome d'irradiation aiguë, et s'étendent jusqu'à la zone des risques stochastiques, pour des doses de l'ordre de 10 mSv/an.
Il est admis que l'effet cumulé de faibles débits de doses est largement inférieur à celui d'une dose équivalente reçue en une seule fois : en dessous de débits de doses de quelques dizaines de µSv/h, ce qui est l'ordre de grandeur des expositions aux rayonnements dans les environnements naturels fortement radioactifs, on constate une absence d'effet des populations exposées, alors même que le cumul des doses reçues peut atteindre la centaine de mSv par an.
Selon le rapport 2003 du CERI (European Commitee on Radiation Risks) « les expositions internes sont plus dangereuses que les expositions externes en raison de l’incorporation des produits radioactifs au sein même des cellules et des constituants cellulaires. Considérant que les évaluations actuelles du risque après contamination sont sous-estimées il propose de nouveaux coefficients de risque et des limites de doses très inférieures à celles adoptées dans le cadre des dispositions législatives et des recommandations internationales de la CIPR ».
En France, il est admis au titre du principe de précaution que la relation dose-effet est linéaire sans seuil jusqu'à la dose zéro, c'est-à-dire que l'on considère règlementairement qu'une dose, aussi petite soi-telle, entraîne une augmentation de la probabilité d'effets délétères (maximalisation du risque dans un principe d'équité).
Toute exposition humaine à des radiations ionisantes doit répondre à un principe de justification et de limitation. D'où des limites règlementaires différentes selon les populations (professionnels ou grand public) et les différentes parties du corps. Il n'existe pas de limite règlementaire pour l'exposition médicale des patients, car cette exposition vise à produire un bénéfice direct, très largement supérieur aux risques encourus, ainsi un organe particulier peut recevoir une dose d'irradiation plus élevée, par exemple en radiothérapie.

## Modes d'irradiation

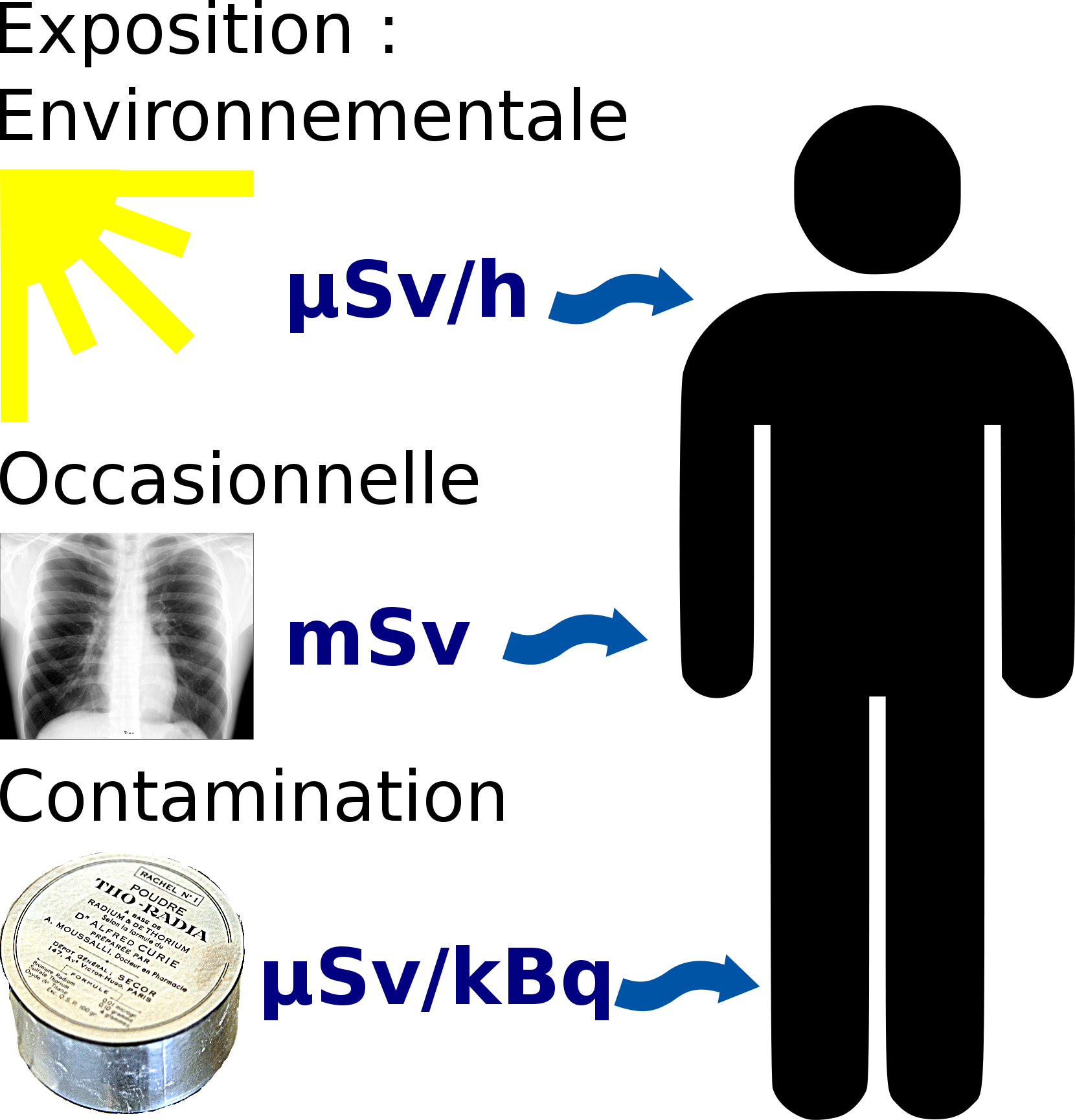
trois modes d'irradiation : Par irradiation continue, par dose ponctuelle, ou par contamination interne.

L'exposition humaine à des rayonnements peut prendre trois formes d'effets assez différents : exposition ponctuelle, chronique, ou par contamination.

### Exposition environnementale
L'exposition aiguë, répétée ou chronique à un environnement irradiant, y compris à des rayonnements faibles (travail sur écran cathodique, examens radiographiques, etc.), gamma ou X, est une préoccupation pour la protection des personnes ou populations alors exposées à un débit de dose plus ou moins élevé. Ce débit est mesuré en microsieverts par heure (Les doses annuelles cumulées sont alors généralement de l'ordre du millisievert). Il peut s'agir d'un environnement de travail (cabinet médical de radiologie, travailleur de l'industrie nucléaire) ou d'habitation (vie en altitude, ou dans une région riche en uranium, thorium, radon...).
L'exposition environnementale naturelle laisse généralement aux cellules le temps de se régénérer ; les effets adverses ne sont démontrés chez la souris que pour des débits de doses supérieurs au millisivert par heure. Des souris exposées à 0,000 2 cGy/min (0,12 mGy/h) pendant cinq semaines ne montrent pas d'effet détectable sur l'ADN, bien que la dose totale (0,1 Gy) entraîne des dommages détectables si reçue en une seule fois.
Exemples de niveaux d'irradiation externe (par personne et par an) donnés par Areva :
| Irradiation moyenne due aux centrales nucléaires en France                   | 0,01 mSv/an  |
| Irradiation due à la radioactivité naturelle en France                       | 1 à 2 mSv/an |
| Irradiation globale (naturelle plus artificielle) de la population française | 2 à 3 mSv/an |
| Irradiation naturelle globale de la population mondiale                      | 2,4 mSv/an   |

Les personnels réputés les plus exposés font en France l'objet d'une surveillance. Un cas particulier est celui du métier d'égoutier (notamment exposé aux rejets hospitaliers) ; il est depuis 2022 pris en compte par le système Ciddre (intégrant maintenant tous les radionucléides médicaux, mis à jour pour des calculs plus précis concernant le lutétium 177 utilisé en oncologie, et permettant le calcul d’impact des déversements radioactifs dans les réseaux).

#### Cas particulier du radon
Le radon est spontanément présent presque partout, surtout en contexte granitiques, volcaniques ou minier, mais sa présence n'est pas négligeable même dans les terrains calcaires. En France, les régions riches en radon sont la Bretagne, le Massif central, les Vosges et la Corse.
L'exposition au radon peut être vue comme un cas intermédiaire entre environnement irradiant et contamination. Ce n'est pas le radon lui-même qui pose un problème radiologique, mais ses descendants fixés dans les poumons et l'organisme sous forme de nanoparticules ; il en résulte une dose à un niveau estimé à 2,46 × 10−9 sievert par heure de séjour et par becquerel et par mètre cube Pour cette raison, une atmosphère chargée en radon est surtout considérée comme un environnement contaminant, diffusant un « terme source ». La teneur en radon est mesurée en becquerels par mètre cube.

### Exposition occasionnelle
Il est possible de subir une exposition massive à des rayonnements de l'ordre du gray, volontairement (radiothérapie), accidentellement (accident nucléaire), ou à la suite d'une explosion nucléaire.
Les doses importantes conduisent typiquement à un syndrome d'irradiation aiguë, quand elles sont de l'ordre du gray. Elles sont essentiellement le fait de rayonnements gamma durs ou de neutrons (les rayons α et β n'ont qu'une portée limitée).
Lors de l'accident nucléaire de Forbach en 1991, trois ouvriers ont été irradiés par un accélérateur de particules et ont reçu des doses entre 50 et 100 grays.
Les expositions ponctuelles aux faibles doses d'irradiation, reçues en une seule fois, sont mesurées en millisieverts. Elles correspondent la plupart du temps, pour le public, à des examens radiologiques (radiographies, gammagraphies, scanners, etc.). Plus rarement, en cas d'accident radiologique, des personnes peuvent également être exposées à de faibles doses d'irradiation : personnes mises en présence d'une source radioactive à grande distance et/ou pendant un temps suffisamment bref. C'est également la dose globale considérée pour évaluer le risque de cancer à terme lors d'expositions exceptionnelles : accident de criticité, accident nucléaire ou explosion atomique.
Exemples de niveaux d'irradiation (par personne et par an) :
| Irradiation entraînée par un vol Paris-New York                                  | 0,02 mSv     |
| Irradiation entraînée par une radiographie simple des poumons                    | 0,02 mSv     |
| Irradiation moyenne consécutive à une tomodensitométrie thoracique ou abdominale | 2,5 à 10 mSv |

### Contamination interne
Lors d'une contamination par des produits radioactifs, l'effet de la radioactivité est accentué par la fixation du produit dans le corps.
La contamination (généralement accidentelle, mais parfois volontaire en curiethérapie) se fait le plus fréquemment par inhalation (par exemple, risque de cancer du poumon induit par le radon), éventuellement par ingestion de produits contaminés (pollutions d'eau ou retombées de matières radioactives), ou par contamination de la peau conduisant à une inhalation ou une ingestion ultérieure (voire une pénétration directe).
Une contamination interne par des substances radioactives (que ce soit par inhalation, ingestion, ou à travers une blessure) expose l'organisme à des rayonnements faibles, mais directement en contact avec les tissus, et sur une durée potentiellement longue (fonction de la période biologique du radioisotope, de son mode d'ingestion, de son état chimique, etc.). Ces contaminations se mesurent en becquerels ; la plus ou moins grande radiotoxicité de la substance (et s'il y en a, de ses descendants radioactifs le long de la chaîne de désintégration) est évaluée en sieverts par becquerel (l'unité typique étant le µSv/kBq).
La radiotoxicité dépend alors essentiellement du produit et de sa forme chimique, qui gouvernent son métabolisme et son séjour dans le corps. Cette radiotoxicité est principalement due aux rayonnements α et β, qui sont alors produits directement dans le corps, et induisent le plus souvent un risque de cancer.

## Applications

### Irradiations de matériaux
Les matériaux inertes subissent également des irradiations dans différents environnements, particulièrement dans les réacteurs nucléaires et en environnement spatial. Ces environnements sont en effet très radiatifs et on y retrouve de nombreuses particules chargées et de haute énergie (électrons, protons, particules α...) interagissant de manière coulombienne et nucléaire avec les atomes du matériau irradié,. Apparaissent alors dans leur structure des défauts simples (lacune et site interstitiel) ou plus complexes (dislocation) qui modifient leurs propriétés physico-chimiques et mécaniques. La prévision de ces évolutions a fait et fait toujours l'objet d'une recherche fondamentale et appliquée. Par ailleurs, l'irradiation est un moyen utilisé pour modifier volontairement les matériaux : durcissement des polymères, modifications des propriétés électroniques des semi-conducteurs, etc. L'irradiation a également été utilisée pour quantifier la teneur en radicaux induits par des actions mécaniques (broyage) sur des composés organiques (lactose).
On utilise l'irradiation (parfois appelée « ionisation ») pour stériliser divers objets, la plupart dans le secteur médical. Elle est également utilisée dans le secteur agroalimentaire afin de stériliser les aliments et de les conserver plus longtemps. Ceci est sujet à controverse, car il pourrait y avoir des risques pour la santé[réf. nécessaire]. Enfin, elle est employée pour l'amélioration des propriétés de polymères.
La plateforme expérimentale Aérial Feerix, inaugurée dans la région Grand Est en septembre 2019, est un outil d'étude de ces applications multisectorielles. Destinée à la recherche, au développement et à la formation, la plateforme d'irradiation est issue d'une technologie développée par le CEA et construite sur des technologies pointues d'accélération d'électrons et de génération de rayons X de forte énergie.

## Analogies dans d'autres domaines
Par analogie, le terme d'irradiation est également rencontré dans les domaines suivants :
- l'irradiation, dans le domaine de la physique, est une émission de rayons (notamment lumineux) d'une particule; ou une propagation par rayonnement ;
- en anatomie, l'irradiation est une disposition rayonnée des fibres, des vaisseaux ;
- en physiologie, l'irradiation est la propagation d'une sensation douloureuse à partir de son point d'origine vers les régions voisines ;
- en linguistique, l'irradiation est l'influence exercée par le radical d'un mot sur le sens d'un préfixe ou d'un suffixe ;
- l'irradiation désigne un déploiement en rayons à partir d'un centre, ou de façon figurée, la propagation, ou la diffusion par exemple d'un fait ou d'un sentiment, dans toutes les directions.